# Okamoto Takeshi
Takeshi Okamoto (sinh ngày 27 tháng 5 năm 1991) là một cầu thủ bóng đá người Nhật Bản.

## Sự nghiệp câu lạc bộ
Takeshi Okamoto đã từng chơi cho Ehime FC.